# Stella Sampras
Stella Sampras (* 9. März 1969) ist eine ehemalige US-amerikanische Tennisspielerin und arbeitet heute als Tenniscoach für die UCLA.
Stella Sampras ist die zwei Jahre ältere Schwester des ehemaligen Weltranglisten-Ersten Pete Sampras. Die Geschwister trainierten in ihrer Jugend gemeinsam. Die kurze Karriere von Stella war jedoch bei weitem nicht so erfolgreich wie die ihres Bruders. Sie gewann einen Titel auf der ITF-Tour 1992 in Texas (mit 10.000 US-$ dotiert) und erreichte Platz 250 der Tennis-Weltrangliste. Im selben Jahr erreichte sie nach einem Sieg über Ann Devries die zweite Runde beim WTA-Turnier in Birmingham und verlor in drei Sätzen gegen Kimberly Po-Messerli.